# 天河区
天河区（てんがく）は中国広東省広州市に位置する市轄区。

## 歴史
区設置以前は「広州東郊」と総称される農村地帯で、解放前まではトラも生息する自然豊かな丘陵であった。
名前の由来は区の西端にあった天河村に由来する。天河村は旧名を大水圳と称し、名前の通り珠江支流の小川である沙河のほとりにあった。1926年に国民革命軍第5軍軍長の李福林が大塘村を天池村と改名した際、大水圳の住民が李の同宗であった誼で天河村と改称された。それでも、1920年代までは数ある農村の一つに過ぎず、天河村の北部と東部にある沙河や石牌の方が鉄道や中山大学など学校が置かれた学生街として発展していたが、1930年に村に隣接して軍用の広州天河飛行場が設置される。1959年の飛行場廃止後、跡地はしばらく放置されていたが、1984年に天河体育中心の建設が決まり、それに伴い1985年に天河区が設置。改革開放後は、天河北の周辺跡地や珠江沿岸が再開発区域となり、オフィスやショッピングセンターが立ち並ぶ中心業務地区となる。
西部～中央には「痩狗嶺」「飛鵝嶺」と呼ばれる断層で出来た海抜30メートル～130メートルの小高い丘陵が広がり、その南北を沙河が珠江に流れる。南西部は珠江新城と呼ばれる再開発区域である。珠江の海心沙島、二沙島も一部区内に入る。

## 行政区画
2023年2月現在まで21街道を管轄する：
| 番号 | 街道名   | 番号 | 街道名     |
| ---- | -------- | ---- | ---------- |
| 01   | 猟徳街道 | 12   | 天河南街道 |
| 02   | 珠吉街道 | 13   | 林和街道   |
| 03   | 車陂街道 | 14   | 興華街道   |
| 04   | 石牌街道 | 15   | 棠下街道   |
| 05   | 沙河街道 | 16   | 天園街道   |
| 06   | 石牌街道 | 17   | 元崗街道   |
| 07   | 五山街道 | 18   | 黄村街道   |
| 08   | 竜洞街道 | 19   | 員村街道   |
| 09   | 鳳凰街道 | 20   | 新塘街道   |
| 10   | 前進街道 | 21   | 冼村街道   |
| 11   | 長興街道 |      |            |

## 有名な建物
オフィス
- CITICプラザ
- 広州国際金融センター（広州西塔）
- CTF金融センター（広州東塔）

観光・ショッピング
- 広州大劇院
- 珠江タワー
- 天河城広場（中国語版）
  - 天河城（中国語版）

自然
- 天河公園（中国語版）
- 中国科学院華南植物園（中国語版）
- 火炉山（中国語版）
- 龍眼洞森林公園（広東語版）
- 鳳凰山公園（広東語版）
- 天鹿湖森林公園（広東語版）

教育施設
- 広東省博物館（中国語版）新館
- 曁南大学華文学院
- 星海音楽学院（中国語版）

スポーツ
- 天河体育中心
- 広東オリンピックスタジアム

遺跡・旧跡
- 飛鵝嶺新石器時代遺跡（中国語版）
- 劉氏家廟（中国語版） - 劉永福の墓。
- 銀河革命公墓（中国語版）
- 粤軍第一師諸先烈紀念碑（中国語版）

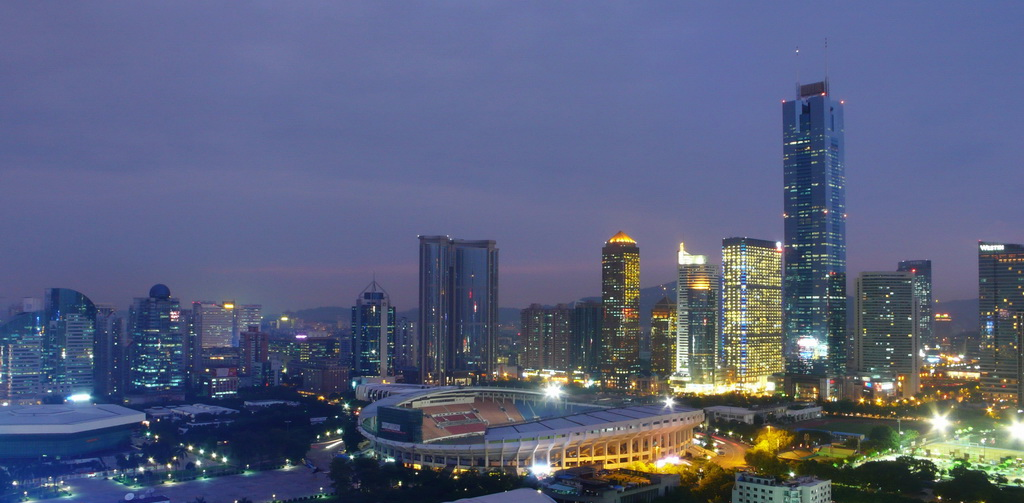
天河CBDの夜景（画像の右にあるのはCITICプラザ）

- 広州市十九路軍淞滬抗日陣亡将士陵園（中国語版）、先烈紀念館

## 交通

### 主要鉄道駅
- 広州東駅
- 石牌駅（建設中）
- 奥体中心駅（建設中）

### 地下鉄
- ■広州地下鉄1号線
- ■広州地下鉄3号線
- ■広州地下鉄4号線
- ■広州地下鉄5号線
- ■広州地下鉄6号線
- ■珠江新城新交通システム線

### その他
- 天河バスタミナール（天河客運站）
- 東圃バスタミナール（東圃客運站）
- 広州BRT（中国語版）